# Sony α55
La Sony α55 è una fotocamera reflex mid-range introdotta nel 2010.

## Caratteristiche
Insieme alla Sony α33, si tratta della prima fotocamera digitale traslucida a lente singola (SLT - Single Lens Translucent). Essendo una SLT, impiega uno specchio semitrasparente invece di uno specchio opaco, che consente la messa a fuoco automatica (autofocus) in live view.
In questo modello è sostituito anche il mirino ottico presente nelle DSLR convenzionali con un mirino elettronico ad alta risoluzione. Lo specchio traslucido è fissato in posizione, quindi non deve sollevarsi per acquisire un'immagine fissa, consentendo di scattare in modo rapido e continuo fino a 10 fotogrammi al secondo. Lo specchio statico elimina anche il "contraccolpo dello specchio", ovvero il rumore prodotto dal movimento dello specchio durante l'attivazione dell'otturatore, rendendo l'α55 più silenziosa rispetto alle reflex digitali tradizionali.
L'α55 è una delle prime quattro fotocamere Sony Alpha DSLR / SLT con modalità video inclusa, capace di 1080i. È anche in grado di scattare 1080p a 30 fps. In quanto SLT è in grado di utilizzare l'autofocus anche durante la registrazione video. Ha una stabilizzazione dell'immagine integrata nel corpo e un sensore CMOS APS-C 16.2 MPx.
La stabilizzazione dell'immagine integrata nel corpo della fotocamera produce calore, causando l'interruzione della registrazione del video dopo questi tempi di registrazione:
| Modello        | Temperatura ambiente | Stabilizzazione | Stabilizzazione  |
| Modello        | Temperatura ambiente | On              | Off              |
| -------------- | -------------------- | --------------- | ---------------- |
| α55 (SLT-A55V) | 20 °C (68 °F)        | 9 min           | Circa 29 minutes |
| α55 (SLT-A55V) | 30 °C (86 °F)        | 6 min           | 13 minuti        |
| α55 (SLT-A55V) | 40 °C (104 °F)       | 3 min           | 5 minuti         |
| α33 (SLT-A33)  | 20 °C (68 °F)        | 11 min          | Circa 29 minuti  |
| α33 (SLT-A33)  | 30 °C (86 °F)        | 7 min           | Circa 22 minuti  |
| α33 (SLT-A33)  | 40 °C (104 °F)       | 4 min           | 9 minuti         |